# C15H12
化学式C15H12（摩尔质量：192.26 g/mol）可指：
- 2-甲基蒽（葡萄牙語：2-Metilantraceno），CAS号：613-12-7
- 9-甲基蒽，CAS号：779-02-2
- 1-甲基菲，CAS号：832-69-9
- 2-甲基菲，CAS号：2531-84-2
- 9-亚乙基芴，CAS号：7151-64-6
- 9-乙烯基芴，CAS号：37563-64-7
- 1,3,5-三丙炔基苯，PubChem CID：58859577

|  | 这个同类索引页列出了具有相同分子式的化学物（即同分異構體）条目。 除非您是有意链接至本页，否则应将相应条目的内部链接指向正确的条目。 |